# The Pegasus Project (Zvezdna vrata SG-1)
The Pegasus Project je 3. epizoda 10.sezone znanstvenofantastične nanizanke Zvezdna vrata SG-1. 
Da bi v Mlečni cesti (naši galaksiji) uspeli nevtralizirati Orijska medgalaktična zvezdna vrata, se ekipa SG-1 odpravi z bojno ladjo Odisej v Pegaz galaksijo, kjer med drugim izkrcajo oskrbo za Altantis. V tem galaksiji nameravajo v uporabo navadnih aktiviranih zvezdnih vrat na Orijskih supervratih in drugih aktaviranih zvezdnih vrat v bližini črne luknje v Pegaz galaksiji vzpostaviti prehod, ki bi onemogočal klicanje iz Orijske galaksije. Med delom jih v Pegaz galaksiji preseneti Wraitska panjska ladja, v galaksiji Mlečne ceste pa Orijska matična ladja. Da bi aktivirali supervrata, potrebujejo močan in sunkovit energetski curek. Zato uporabijo predelane jedrske bombe. Ko jim v tretjem poskusu uspe aktivirati supervrata, hkrati uspe Teal'cu zadržati Orijsko matično ladjo v območju vrtinca, ki se ustvari med aktivacijo. Tako jim uspe z aktivacijo vrat uničiti prvo Orijsko matično ladjo in s tem začnejo izbodbijati njihove trditve o božji moči.